# Charles-Claude Genest
Charles-Claude Genest (Paris, 17 de outubro de 1639 — Paris, 19 de novembro de 1719) foi um religioso, dramaturgo e poeta francês.
Foi o terceiro ocupante da cadeira 39 da Academia Francesa.